# Lake Park (Iowa)
Lake Park es una ciudad ubicada en el condado de Dickinson en el estado estadounidense de Iowa. En el Censo de 2010 tenía una población de 1105 habitantes y una densidad poblacional de 264,01 personas por km².

## Geografía
Lake Park se encuentra ubicada en las coordenadas 43°26′49″N 95°19′30″O / 43.44694, -95.32500. Según la Oficina del Censo de los Estados Unidos, Lake Park tiene una superficie total de 4.19 km², de la cual 4.02 km² corresponden a tierra firme y (3.84%) 0.16 km² es agua.

## Demografía
Según el censo de 2010, había 1105 personas residiendo en Lake Park. La densidad de población era de 264,01 hab./km². De los 1105 habitantes, Lake Park estaba compuesto por el 98.55% blancos, el 0% eran afroamericanos, el 0% eran amerindios, el 0% eran asiáticos, el 0% eran isleños del Pacífico, el 0.45% eran de otras razas y el 1% pertenecían a dos o más razas. Del total de la población el 1% eran hispanos o latinos de cualquier raza.